# Bill Beswick
Bill Beswick (5 mei 1950) is een Brits sportpsycholoog en voormalig basketbal- en voetbaltrainer.

## Loopbaan
Beswick was aan het begin van de jaren tachtig assistent-coach en vervolgens van 1984 tot 1986 hoofdtrainer van het Engelse nationale basketbalteam.
Geïntroduceerd door assistent-trainer Steve McClaren werd Beswick in 1996 door voetbalclub Derby County FC als mental coach aangetrokken. In 1999 verruilde hij samen met McClaren Derby voor Manchester United FC. Toen McClaren in 2001 de eindverantwoordelijkheid kreeg over Middlesbrough FC, werd Beswick zijn assistent-trainer. In 2006 volgde hij opnieuw McClaren toen deze bondscoach werd van Engeland. Beswick was bij het nationale team betrokken als psycholoog.
Ook bij het vanaf 2008 door McClaren getrainde FC Twente werd Beswick op incidentele basis ingezet als mentaal begeleider van de eerste selectie. Na het vertrek van McClaren in 2010 bleef deze incidentele samenwerking bestaan. In mei 2011 tekende Beswick een driejarig contract bij de Nederlandse ploeg, waarin afgesproken werd dat hij iedere maand drie dagen aanwezig is op het trainingscentrum voor mentale begeleiding van het eerste elftal, het beloftenteam en de vrouwenselectie.
Vanaf seizoen 2011/12 is Beswick tevens toegevoegd aan de technische staf van het door McClaren getrainde Nottingham Forest FC.
Zijn ideeën gaan uit van de stelling dat het gedrag van een sporter wordt gevormd door zijn persoonlijkheid maal zijn omgeving (Behaviour = Personality x Environment).

## Citaat
Ik was bij Manchester United in de kleedkamer en vertelde de spelers het verhaal over drie kerels die aan het metselen waren. Aan alle drie werd gevraagd wat ze deden. De eerste zei: Stenen stapelen. De tweede antwoordde: Ik ben tien euro aan het verdienen. De derde zei: Ik ben een kathedraal aan het bouwen en op een dag breng ik hier mijn kinderen naartoe en zeg ik dat hun vader heeft meegewerkt aan de realisatie van dit geweldige bouwwerk. Wat er daarna gebeurde? In de trainingspartij die volgde, scoorde David Beckham een ongelooflijk mooie goal. Hij rende het hele veld over en juichte: kathedralen tegen stenensjouwers, 1-0.
— Bill Beswick, The Technician

## Publicaties
- Focused for Soccer (2000)